# 陳毅

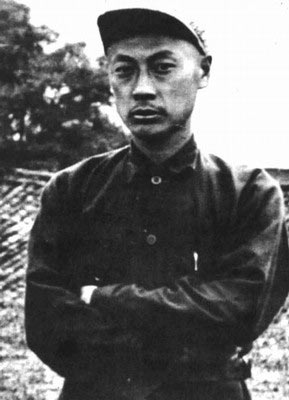
第一次国共内戦時（1930年代）

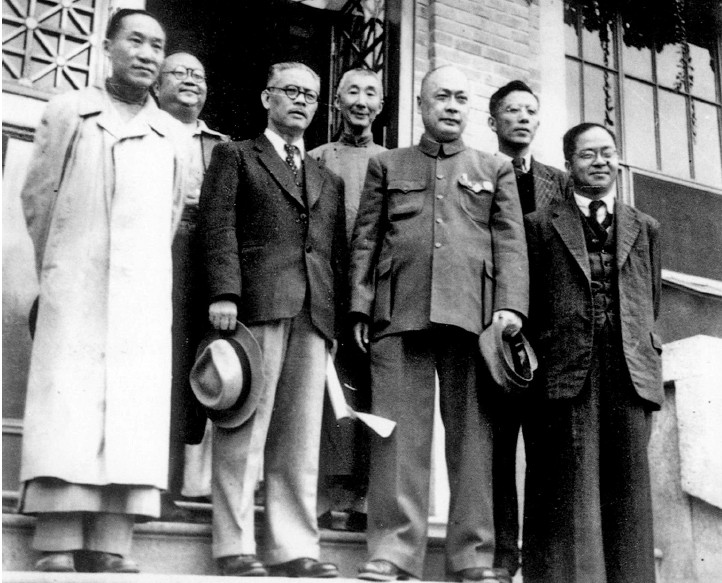
清華大学を訪問した陳毅（右から3人目・1949年10月3日）

陳毅（ちん き、簡体字：陈毅、繁体字：陳毅、英語：Chen Yi、チェン・イー、1901年8月26日 - 1972年1月6日）は、中華人民共和国の政治家、軍人、外交官。中華人民共和国元帥である。国務院副総理、外交部長などを務めた。

## 生涯

### 生い立ち
1901年8月26日に四川省潼川府楽至県安井村に誕生する。1916年に成都甲種工業学校に入学し、1919年に勤労学生としてフランスに留学するも、1921年10月に中国人留学生による愛国運動に参加したことにより強制送還となる。

### 共産党入党
帰国後の1922年、中国社会主義青年団へ参加。翌1923年、中国共産党入党。1927年の南昌蜂起に葉挺の幕僚として参加。失敗した後に朱徳と共に井崗山に退く。長征中は項英とともに南方でゲリラ戦を展開。皖南事変で新四軍軍長代理を務める。
日中戦争終結後の1945年の第7回党大会で中央委員に選出。同年8月23日、中国共産党中央軍事委員会が設置されると、陳毅は中央軍事委員会委員に選ばれる。同月、新四軍軍長に任命された。国共内戦では華東野戦軍司令官・政治委員、第3野戦軍司令員・政治委員などを歴任した。

### 外交部長
1949年5月に上海市を解放した陳毅は上海市人民政府を成立させて市長に就任した。同年10月1日の中華人民共和国建国以降は中央人民政府委員、上海市長・党委書記の任を担った。1954年6月に中央人民政府人民革命軍事委員会副主席に就任。同年9月に中華人民共和国憲法の制定により政府機構が再編されて国務院が設置されると、陳毅は国務院副総理に任命され、国防委員会副主席を兼務した。また、党中央軍事委員会の再設置にともない、再び中央軍事委員会委員に選出された。翌1955年、中華人民共和国元帥に列せられ（10人のうち第6位）、一級八一勲章・一級独立自由勲章・一級解放勲章を授与された。1956年の第8回党大会で中央政治局委員に選出された。
1958年2月11日に第2代外交部長に就任し、周恩来国務院総理と共に外交政策を主管した。同月には周恩来に随行して北朝鮮に赴き、朝鮮戦争で北朝鮮に駐留した中国人民志願軍の撤兵問題を処理した。同年3月4日に国務院副総理就任以降も兼務していた上海市長を辞任。1959年にチベット独立運動が激化し、ダライ・ラマ14世がインドに亡命すると、陳毅は外交部長として毛沢東・劉少奇・周恩来らと対策を講じた。同年7月から8月にかけて廬山会議が開催されたときは、陳毅は北京に残り、会議に出席した周恩来に代わり国務院の日常業務を主宰した。廬山会議で彭徳懐国防部長が失脚したことにより、9月26日、党中央軍事委員会の改組が行われ、陳毅は中央軍事委員会常務委員を兼任した。1960年代に入ると、周恩来総理や劉少奇国家主席の諸国歴訪に随行、また陳毅自身を訪問団長とする外国訪問も増えていった。日本との国交正常化にも取り組み、日本からの代表団とも数度にわたり面会している。1966年1月、党中央軍事委員会副主席を兼任。

### 文化大革命
1966年に文化大革命が始まると、陳毅は外交・軍事両方の重要人物として林彪・江青ら文革派の批判を受けた。陳毅ら中国人民解放軍長老は紅衛兵によって公開の場に引きずり出され、容赦無い攻撃を加えられた。1967年1月に開催された党中央軍事委員会拡大会議と、2月に中南海懐仁堂において周恩来が主宰した中央連絡会議の席上で軍長老と中央文革小組が激突した。
特に2月の会議では葉剣英・譚震林と共に陳毅は中央文革小組を激しく批判し、朱徳を「大軍閥」、賀竜を「大土匪」と中傷する林彪・江青らに対し、「仮に我々解放軍が大軍閥や大土匪に指導されて戦ったというなら、解放戦争が勝ち取った偉大な勝利はどう解釈すれば良いのだ？」と詰め寄った。しかし、林彪はこの軍長老の意見に激怒し、彼らを退けていく。林彪・江青らはこの2月の事件を、軍長老たちが文化大革命の流れを逆流させようとした反革命行動という意味を込め、「二月逆流」として全国に宣伝した。
陳毅は譚震林らとともに自己批判を強いられ、職務停止となった。さらに翌1968年に河北省石家荘の製薬工場で労働することを命じられる。国内外での声望に配慮されて1969年の第9回党大会で中央委員の地位は確保したが、既に有名無実となっていた。

### 死去
1971年に北京の解放軍総病院（通称は301病院）で直腸がん治療の手術を受ける。加療中の9月に林彪が「林彪事件」で「墜落死」すると、古参幹部の座談会に出席して林彪の反党的行為について長い演説を行った。翌1972年1月6日に死去し、その葬儀には毛沢東が出席した。

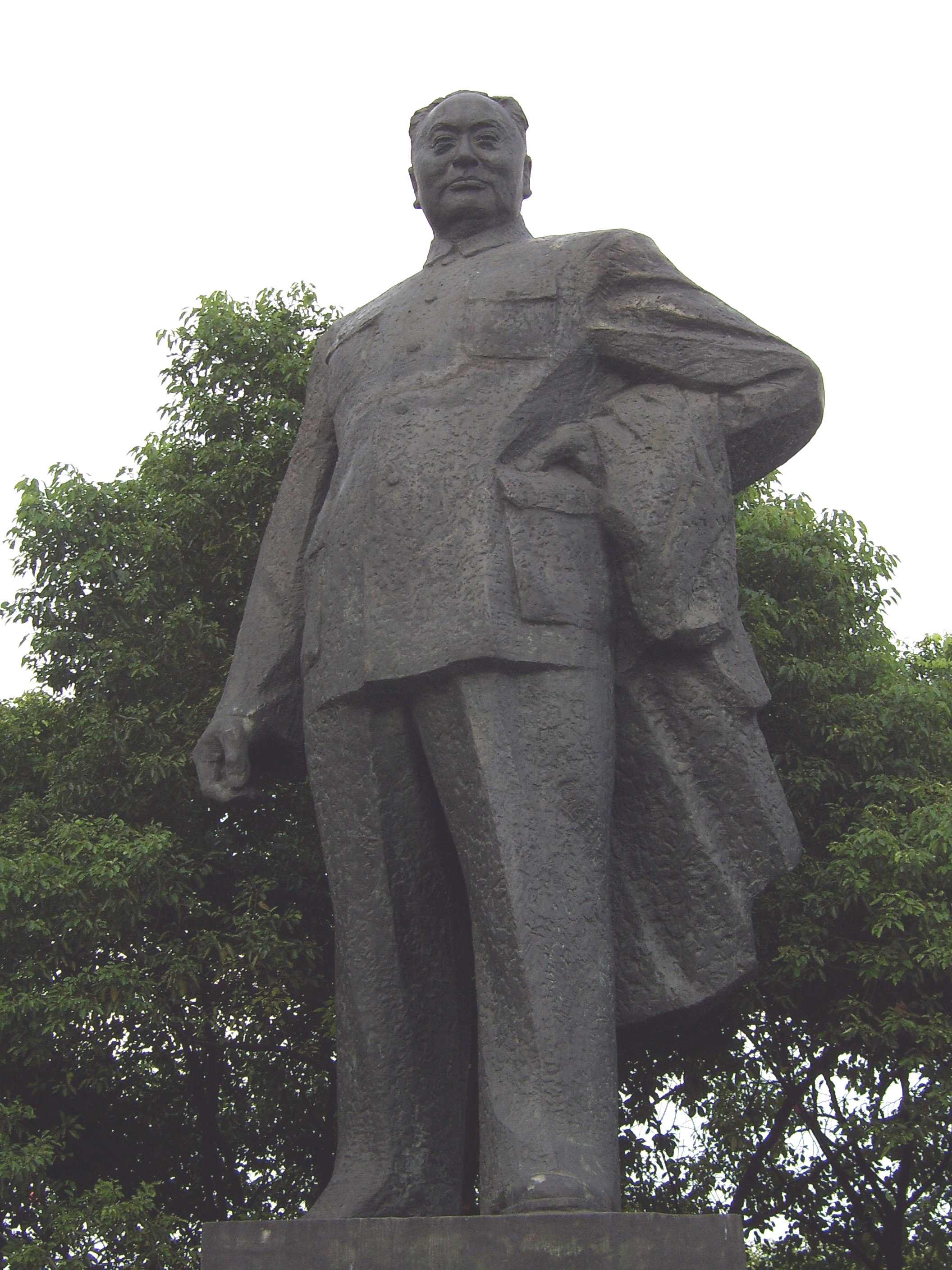
市長を務めた上海市の黄浦公園入口に立つ陳毅の立像

## エピソード

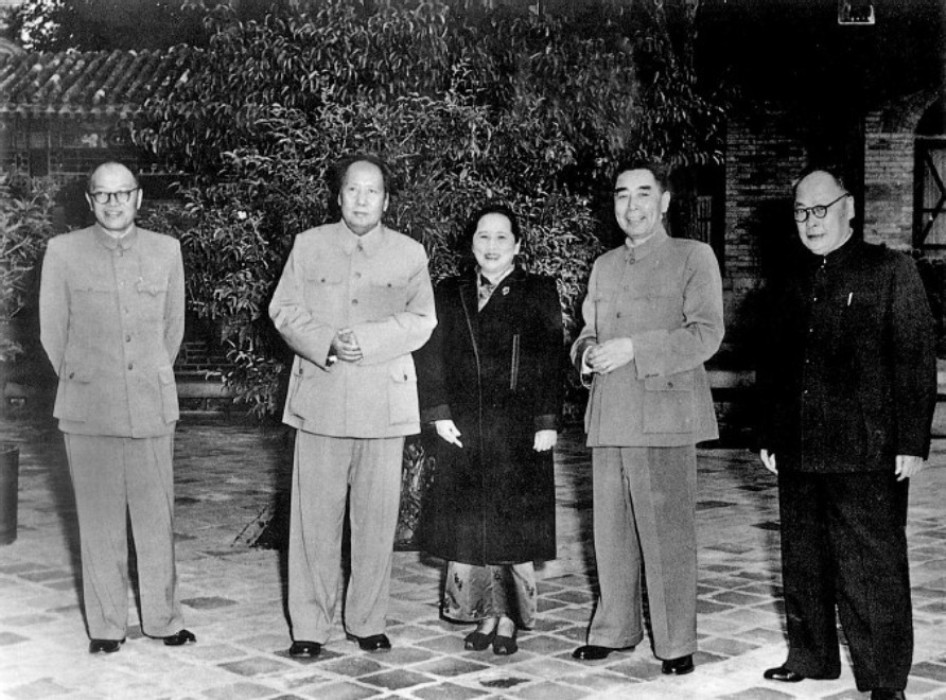
左から張聞天・毛沢東・宋慶齢・周恩来･陳毅（中海海にて・1956年10月4日）

- 日中国交正常化と日中囲碁交流に取り組んだ陳毅は、1963年10月に日本の囲碁の代表団を中国に招待し、日本棋院からの名誉7段の証書と関西棋院からは7段[3]の証書を贈られている。2012年6月に2世安井算哲（渋川春海）と共に日本棋院による囲碁殿堂入り（第9回表彰）に選考された。
- 上記の日本の囲碁の代表団を招聘した際に同行した日本記者団に対して、「中国はどれほど貧しくとも核を作る」と発言し、内外を騒がせた。
- 2月逆流後、人民大会堂で開催された外事関連団体の批判大会に出席した陳毅は、被批判者は直立し頭を下げるのが当時の慣例であるにもかかわらず椅子を要求し造反派を面食らわせる。さらに『毛沢東語録』読み上げに際して271ページを開くよう大声を出し、語録が270ページまでしかないと造反派の参加者が気づくと「陳毅はよき同志なり」と叫んだ。同席していた周恩来が「（主席は）こう言われた」と説明し、会場は静まったという。
- 1972年1月10日の葬儀には毛沢東が突然弔問に訪れ、張茜未亡人ら遺族に哀悼の意を伝え「彼は立派な男だった」と評価し林彪の陰謀を批判した。これは毛が文革派から距離を置くきっかけでもあった。